# Soul Love
Soul Love è un brano musicale scritto dall'artista inglese David Bowie, seconda traccia dell'album The Rise and Fall of Ziggy Stardust and the Spiders from Mars del 1972.

## Il brano
La traccia che collega il presagio di Five Years con l'esplosione glam di Moonage Daydream è un melodico brano nel quale Bowie descrive una serie di malinconiche manifestazioni d'amore: una madre che piange sulla tomba del figlio, l'amore del figlio per l'ideale in nome del quale si è sacrificato, una coppia di giovani amanti. Nel testo si ravvisa una cinica rilettura dell'amore, in contrasto con le sue precedenti composizioni ma in linea con quanto avrebbe detto anni dopo a proposito della sua relazione con Hermione Farthingale, terminata nel 1969: «l'amore è stata un'esperienza terribile. Mi ha distrutto, mi ha dissanguato, è stata come una malattia».
Considerata spesso fuori luogo nel contesto dell'album, Soul Love fornisce anche immagini e sensazioni che rimandano ad un tipo di adorazione religiosa, con il verso iniziale e l'amore spirituale a cui il cantante fa riferimento che potrebbero far pensare al lutto di Maria dopo la crocifissione di Gesù, il "figlio coraggioso".

## Formazione
- David Bowie - voce, sax contralto
- Mick Ronson - chitarra elettrica, cori
- Trevor Bolder - basso
- Mick Woodmansey - batteria

## Soul Lovedal vivo
La canzone fece parte della scaletta dei primi due concerti dell'Aladdin Sane Tour 1973 e venne eseguita regolarmente durante lo Stage Tour 1978. In seguito è stata recuperata solo nelle prime serate del Serious Moonlight Tour 1983.

## Pubblicazioni
Una versione live di Soul Love, la stessa presente nell'album Stage, venne pubblicata come 45 giri in Giappone nel 1978.

## Cover
Nel 1975 Mick Ronson incise una versione country & western del brano con il titolo Stone Love (Soul Love), rimasta a lungo inedita prima di comparire nel 1997 come bonus track nella riedizione dell'album Play Don't Worry.
Tra gli altri artisti che hanno pubblicato una cover di Soul Love:
- Roger McGuinn come traccia bonus in Cardiff Rose del 1976
- Marti Jones in Match Game del 1986
- Cerys Matthews come lato B di Open Roads nel 2006
- Techno Cowboy in The Ziggy Stardust Omnichord Album del 2009
- i Genuflex in We Were So Turned On: A Tribute To David Bowie del 2010
- Austra & CFCF in Paper Bag Records Vs. The Rise and Fall of Ziggy Stardust and the Spiders from Mars del 2012